# Вторая Речка (приток Малого Карая)
Вторая Речка — река в Томской области России, протекает по Каргасокскому району. Левый приток среднего течения Малого Карая.
Течение проходит в основном в восточном направлении по болотистой лесной местности на крайнем юго-западе области. Устье Второй Речки находится на 19-м км по левому берегу Малого Карая. Населённых пунктов в бассейне реки нет.